# Gloria Camila Ortega
Gloria Camila Ortega Mohedano (Colombia, 21 de febrero de 1996), es una colaboradora de televisión y personalidad mediática española, hija de la cantante española Rocío Jurado y del diestro José Ortega Cano.

## Biografía
Nacida en Colombia en 1996, se estableció y nacionalizó en España tras ser adoptada por la cantante Rocío Jurado y el torero José Ortega Cano junto a su hermano José Fernando Ortega Mohedano. Es también hermana, por parte de madre, de Rocío Carrasco. Creció entre la mansión familiar de La Moraleja de Madrid y en la finca Dehesa Yerbabuena, que sus padres poseían en Castilblanco de los Arroyos.
Hizo su primera aparición televisiva en el programa de Telecinco Mujeres y hombres y viceversa en 2015 como consejera invitada. Aunque no fue hasta 2017 cuando se hizo con mayor popularidad al participar en el concurso de telerrealidad Supervivientes, junto a su entonces pareja, Kiko Jiménez. En el concurso, se mantuvo durante 63 días, siendo la sexta expulsada. En enero de 2018 se incorpora como reportera al programa de sorpresas de Telecinco Volverte a ver, en el que se mantiene hasta 2021. Ese mismo año participa en el programa de Cuatro Ven a cenar conmigo: Gourmet edition. Además, colabora en el programa Supervivientes: Conexión Honduras en las ediciones de 2018, 2020 y 2021.
En octubre de 2020 se conoció su incorporación a una nueva serie diaria de Televisión Española. En enero de 2021 debutó en la interpretación en la serie Dos vidas, donde dio vida a Cloe durante todos los episodios de la ficción. En noviembre de 2021 fichó por el programa Ya son las ocho en Telecinco, como colaboradora.
En el mes de septiembre del 2022 entró como participante de 'Pesadilla en El Paraíso'. Tras su paso por el reality, decidió apartarse temporalmente de la televisión debido a las polémicas protagonizadas por su familia. En las últimas semanas ha decidido dar el salto al mundo de la política, dejando así atrás su pasado como personaje televisivo. A finales de 2022, es vetada del grupo audiovisual Mediaset España. 
En 2023 Gloria protagoniza junto a Amor Romeira el vídeo musical De qué vas de la cantante y prima de Gloria, Rosario Mohedano.
En 2023 se incorpora al elenco de colaboradores de Más Espejo Público en Antena 3. En 2024, la colaboradora del espacio presentado por Susana Griso y Gema López es vetada también en el grupo audiovisual Atresmedia.

## Trayectoria
Series de televisión
| Año       | Título    | Personaje | Cadena | Notas                              |
| --------- | --------- | --------- | ------ | ---------------------------------- |
| 2021-2022 | Dos vidas | Cloe      | TVE    | Personaje principal, 255 episodios |

Programas de televisión
| Año           | Título                               | Cadena             | Notas                       |
| ------------- | ------------------------------------ | ------------------ | --------------------------- |
| 2015          | Mujeres y hombres y viceversa        | Telecinco          | Consejera invitada          |
| 2017          | Supervivientes                       | Telecinco          | Concursante - 6.ª expulsada |
| 2018-2021     | Volverte a ver                       | Telecinco          | Reportera                   |
| 2018          | Ven a cenar conmigo: Gourmet edition | Cuatro             | Participante                |
| 2018-2021     | Supervivientes: Conexión Honduras    | Telecinco y Cuatro | Colaboradora                |
| 2021-2022     | Ya son las ocho                      | Telecinco          | Colaboradora                |
| 2022          | Ya es verano                         | Telecinco          | Colaboradora                |
| 2022          | Pesadilla en El Paraíso              | Telecinco          | Concursante - 7.ª expulsada |
| 2022          | Ya es mediodía                       | Telecinco          | Colaboradora                |
| 2023          | Plan de tarde                        | La 1               | Colaboradora                |
| 2023          | Espejo público                       | Antena 3           | Colaboradora                |
| 2025-presente | ¡De viernes!                         | Telecinco          | Colaboradora                |
| 2025-presente | Fiesta                               | Telecinco          | Colaboradora                |
| 2025-presente | Tardear                              | Telecinco          | Colaboradora                |
| 2025          | Supervivientes All Stars             | Telecinco          | Concursante -               |